# 楽園音楽祭2018 in モリコロパーク
『STARDUST REVUE 楽園音楽祭2018 in モリコロパーク』（スターダストレビューらくえんおんがくさい2018イン・モリコロパーク）は、スターダストレビュー6枚目のライブ・アルバム。2019年6月26日に発売された。

## 解説
2018年10月8日　愛知県「愛・地球博記念公園」モリコロパークでの模様を収録している。

## 収録曲
1. クレイジー・ラブ
2. 流星物語
3. You're My Love
4. 世界はいつも夜明け前
5. 涙のエピローグ
6. 木綿のハンカチーフ
7. ひだまりの詩
8. 木蘭の涙
9. 夏のシルエット
10. Brand-New Wind
11. BEATに愛を込めて
12. Goodtimes & Badtimes
13. 今夜だけきっと
14. KEEP ON ROLLIN'
15. 初めて君と会った日